# Belgisches Freiwilligenkorps

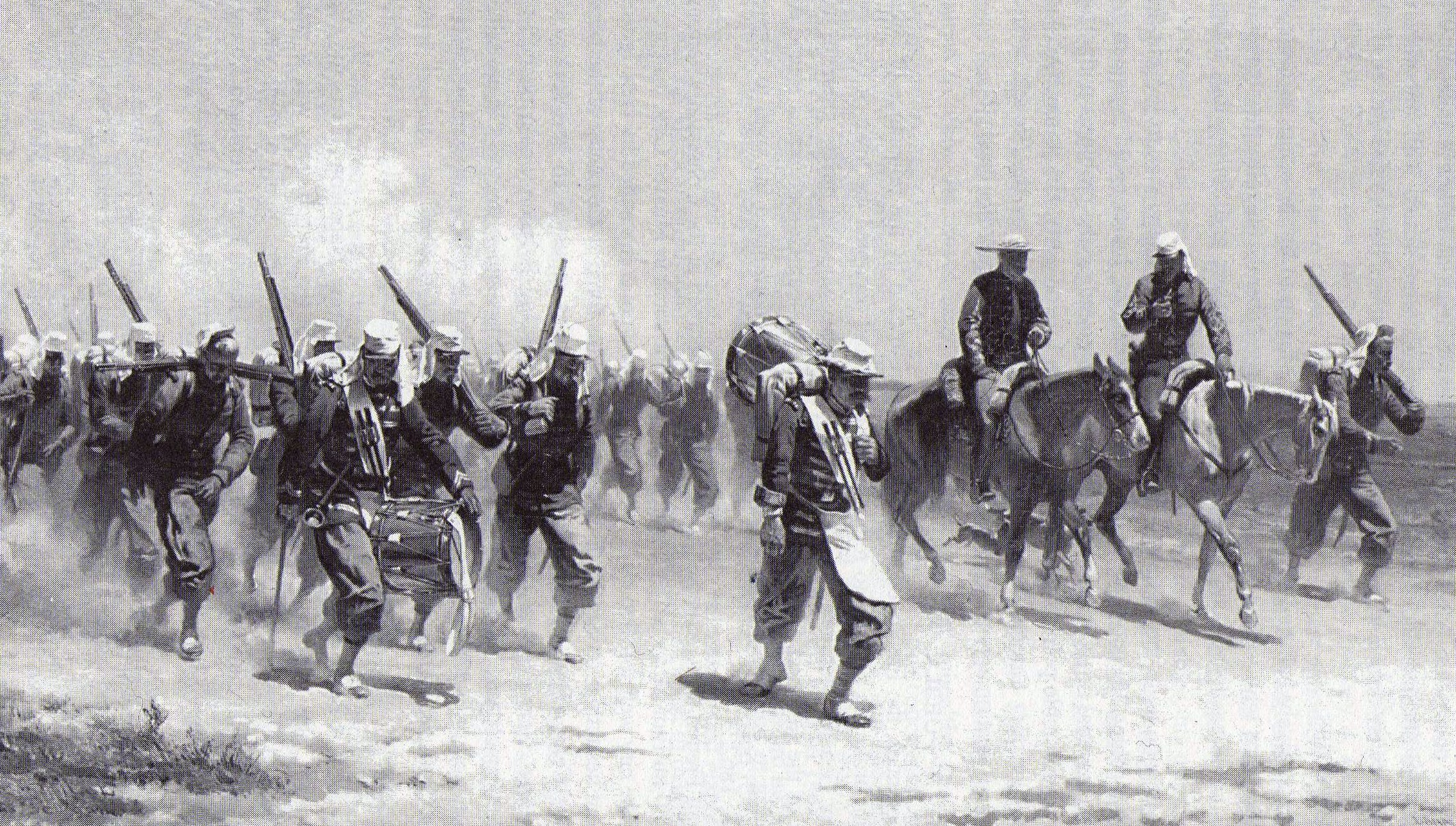
Die Légion belge in einer Darstellung von Charles Dominique Oscar Lahalle um 1869

Das belgische Freiwilligenkorps (ndl. Belgisch: Vrijwilligerskorps; frz.: Légion belge) war eine militärische Einheit, welche von 1865 bis 1867 – während der französischen Intervention in Mexiko – auf der Seite von „Kaiser“ Maximilian I. gegen die liberalen Truppen des Präsidenten von Mexiko Benito Juárez kämpfte. Da Charlotte von Belgien, die Frau „Kaiser“ Maximilians, die Tochter des belgischen Königs Leopolds I. war, regten sich auch in Belgien Sympathien für den Herrschaftsanspruch Maximilians in Mexiko. Eine offizielle Unterstützung seitens der belgischen Regierung für Maximilians Kaiserreich gab es allerdings nicht. Belgien wollte in der mexikanischen Frage offiziell neutral bleiben. Die Verluste waren hoch: 56 im Kampf gefallen, 148 Tote durch Krankheit, 80 Deserteure, 17 Wechsel zu den liberalen Truppen sind dokumentiert, der Graubereich der vermissten Belgier reicht zu bis 700 Personen. Die Zahl der ursprünglich aufgestellten Belgier wurde offenbar stark übertrieben angegeben.

## Aufstellung
Aufgestellt wurde das Freiwilligenkorps durch Generalleutnant Chapélie, den Befehlshaber der Königlichen Militärschule, im September/Oktober 1864 um Oudenaarde. Hauptsächlich aus Abenteuerlust meldeten sich viele Soldaten, Kadetten und Offiziere der belgischen Armee. Schließlich konnte ein Regiment (« Kaiserin Charlotte ») mit 1.558 Soldaten, Unteroffizieren und Offizieren gebildet werden, welches als Leibwache von Kaiserin Charlotte fungieren sollte. Das Regiment bestand aus zwei Bataillonen Infanterie (dem 1. Bataillon « Impératrice » mit 6 Kompanien Grenadieren sowie dem 2. Bataillon « Roi des Belges » mit 6 Kompanien Voltigeuren) und wurde von Oberstleutnant Alfred van der Smissen befehligt. Das Korps wurde mit französischer Hilfe bewaffnet und ausgerüstet und zwischen Oktober 1864 und Januar 1865 von Saint-Nazaire nach Veracruz verschifft.

## Einsatz in Mexiko

### Schlacht von Tacámbaro
Recht bald nach der etwa einmonatigen Überfahrt griff das belgische Freiwilligenkorps in die Kämpfe gegen die liberalen Truppen ein und erlitt am 11. April 1865 bei ihrem Angriff auf Tacámbaro (ca. 110 km westlich von Mexiko-Stadt) eine schwere Niederlage. Etwa 30 belgische Legionäre wurden getötet, der Rest der insgesamt 251 Belgier, darunter eine unbekannte Anzahl Verletzte, musste sich nach schweren Kämpfen gegen die zahlenmäßig weit überlegenen liberalen Truppen der Juaristas ergeben. Major Tydgadt, Befehlshaber des Voltigeurbataillons, und sein Adjutant Baron Chazal (Sohn des belgischen Kriegsministers) fielen während dieses Gefechts. Die Gefangenen wurden gut behandelt und nach kurzer Zeit freigelassen.

### Weitere größere Kampfhandlungen
- 16. Juli 1865: Schlacht von Loma (Eroberung der Stadt durch die Belgier)
- 16. April 1866: Schlacht von Marín (Sieg der Belgier über die Liberale Armee)
- 18. Juni 1866: Schlacht von Charco Redondo (die Belgier behaupten das Schlachtfeld)
- 25. September 1866: Beginn der erfolglosen Expedition nach Ixmiquilpan

## Rückkehr und Auflösung
Es wurde kein Register über die irregulären Abgänge aus der Einheit geführt. Am 24. Dezember 1866 bedankte sich Kaiserin Charlotte persönlich bei den Legionären für ihren Einsatz. Sie hatten die Möglichkeit, in die kaiserlich-mexikanische Armee einzutreten. Angesichts der hoffnungslosen Lage Kaiser Maximilians machten aber nur wenige Gebrauch davon. Der Rest des Korps wurde nach Übergabe der Waffen an die Franzosen am 11. Januar 1867 nach Europa eingeschifft, wo 754 Legionäre am 9. März 1867 in Antwerpen ankamen und die amateurhaft geführte Einheit aufgelöst wurde.

## Gedenken
In Oudenaarde (De treurende vrouw – La femme éplorée) und in Beverloo erinnern Mahnmale an das Belgische Freiwilligenkorps.

## Trivia
Es gibt Gerüchte, nach denen der französische Marschall Maxime Weygand der Sohn von Kaiserin Charlotte und Oberstleutnant Van der Smissen war.